# Pyhäranta
Pyhäranta è un comune finlandese di 1963 abitanti, situato nella regione del Varsinais-Suomi.